# Gebrauchsklasse (Holzschutz)
Mit Gebrauchsklasse wird im Holzschutz der Grad der Gefährdung von Nutzholz durch Insekten- und Pilzbefall bei bestimmten Einbausituationen bezeichnet.
Die Gebrauchsklasse ist zu unterscheiden von der Nutzungsklasse, die sich zwar auch nach der entsprechend der Einbaubedingungen zu erwartenden Holzfeuchte richtet, jedoch zur Berechnung der statischen Standsicherheit nach Eurocode 5 bzw. DIN EN 1995-1-1 herangezogen wird.
Je nach Einbausituation ist verbautes Holz in unterschiedlichem Maße dem Angriff durch holzzerstörende Pilze und/oder Insekten ausgesetzt. Die Gebrauchsklassen 1 bis 5 nach der DIN EN 335 stellen eine Einteilung dar, mit deren Hilfe Art und Umfang eventuell notwendiger chemischer Holzschutzmaßnahmen beurteilt werden kann. In Deutschland wird durch die nationale Ergänzung DIN 68800 Teil 1 (2011-10) die Gebrauchsklasse 0 hinzugefügt. Die „Gebrauchsklasse“ hat mit der 2011/2012 erfolgten Neuausgabe der DIN 68800 den bisher verwendeten Begriff der Gefährdungsklasse abgelöst.
Vor einer Anwendung chemischer Holzschutzmaßnahmen ist zu prüfen, inwieweit ein ausreichender Schutz des Holzes auch durch vorbeugende bauliche Maßnahmen (nach DIN 68800 Teil 2) erzielt werden kann, denn Holz wird am wirksamsten geschützt, indem es durch konstruktive Maßnahmen ständig trocken gehalten wird (max. Luftfeuchten ~70 %, max. Holzfeuchte ~20 %). Bei welchen Bedingungen ein chemischer Holzschutz empfohlen wird, zeigt folgende Übersicht:
Die Teile 2 und 3 der DIN 68800 sind bauaufsichtlich eingeführt (Teil 3 nicht in Baden-Württemberg)  und daher für tragende und aussteifende Holzbauteile verbindlich. An solchen Bauteilen eingesetzte Holzschutzmittel müssen über eine allgemeine bauaufsichtliche Zulassung verfügen.

## Gebrauchsklassen
| Gebrauchsklasse | Beanspruchung | erforderlicher Holzschutz                                                                                               | Prüfprädikat Holzschutzmittel                                              | Holz der Dauerhaftigkeitsklasse (DK) nach DIN EN 350-2                                           |
| 0               | Innen verbautes Holz, ständig trocken. Anflug durch holzschädigende Insekten aufgrund insektendichter Abdeckung nicht möglich oder Holzquerschnitt kontrollierbar (Bauteil mind. dreiseitig einsehbar).                                    | Kein chemischer Holzschutz erforderlich (1                                                                              | –                                                                          | –                                                                                                |
| 1               | Innen verbautes Holz, ständig trocken. Anflug durch holzschädigende Insekten ist möglich. | Nur in Ausnahmefällen vorbeugend gegen Insekten (2                                                                      | Iv                                                                         | Farbkernholzarten mit DK 3-4 wie Douglasie, Lärche und Kiefer und Splintanteil ≤10%              |
| 2               | Holz, das weder dem Erdkontakt noch direkt der Witterung oder Auswaschung ausgesetzt ist. Vorübergehende Befeuchtung ist möglich. | Vorbeugend gegen Insekten und Pilze (2                                                                                  | Iv, P, bei Gefährdung durch Bläuepilze auch Bläueschutz (Kurzzeichen B)    | Farbkernholzarten mit DK 3 wie Douglasie und Lärche mit (Splintanteil ≤5%)                       |
| 3.1             | Holz nicht unter Dach, aber ohne ständigen Erd- oder Wasserkontakt. Anreicherung von Wasser im Holz – auch räumlich begrenzt – ist nicht zu erwarten. D.h., die gesamte Holzkonstruktion kann nach Durchfeuchtung rundum zügig abtrocknen. | Vorbeugend gegen Insekten und Pilze, Holzschutzmittel gegen Auswaschung geschützt (Fixierung)                           | Iv, P, W, bei Gefährdung durch Bläuepilze auch Bläueschutz (Kurzzeichen B) | Farbkernholzarten mit DK 2-3 * wie Stiel- und Traubeneiche und (Splintanteil ≤5%)                |
| 3.2             | Holz nicht unter Dach, aber ohne ständigen Erd- oder Wasserkontakt. Anreicherung von Wasser im Holz – auch räumlich begrenzt – ist zu erwarten.                                                                                            | Vorbeugend gegen Insekten und Pilze, Holzschutzmittel gegen Auswaschung geschützt (Fixierung)                           | Iv, P, W, bei Gefährdung durch Bläuepilze auch Bläueschutz (Kurzzeichen B) | Farbkernholzarten mit DK 2 * wie Stiel- und Traubeneiche und (Splintanteil ≤5%)                  |
| 4               | Holz in dauerndem Erdkontakt oder ständiger starker Befeuchtung ausgesetzt. | Vorbeugend gegen Insekten und Pilze einschließlich Moderfäule, Holzschutzmittel gegen Auswaschung geschützt (Fixierung) | Iv, P, W, E                                                                | tropische Farbkernhölzer mit DK 1 wie Afzelia, Kambala, Bongossi und Teak und (Splintanteil ≤5%) |
| 5               | Holz dauerhaft oder regelmäßig im Salzwasser (Meerwasser, Brackwasser) | Vorbeugend gegen Insekten und Pilze einschließlich Moderfäule, Holzschutzmittel gegen Auswaschung geschützt (Fixierung) | Iv, P, W, E                                                                | je nach angreifenden Organismen nur Kernholz bestimmter tropischer Holzarten der DK 1            |

Iv = gegen Insekten vorbeugend wirksam

P = gegen Pilze vorbeugend wirksam (Fäulnisschutz)

W = für Holz, das direkter Bewitterung ausgesetzt ist, jedoch ohne ständigen Erd- oder Wasserkontakt

E = für Holz mit ständigem Erd- und/oder Wasserkontakt
- Universal-Holzschutzmittel für alle vier Gefährdungsklassen sind nicht mehr zugelassen. Es muss nach Art der Gefährdung oder des Befalls entschieden werden, welche Mittel eingesetzt werden.
- Auf allen Gebinden muss die Wirksamkeitskombination verzeichnet sein. (Prüfprädikate)

Auf chemischen Holzschutz kann generell verzichtet werden, wenn jeweils Holzarten verwendet werden, die die in der letzten Spalte der Tabelle angegebene natürliche Dauerhaftigkeit (Resistenz) besitzen.
Zum gewerblichen Einsatz chemischer Holzschutzmittel ist eine erfolgreich abgelegte Sachkundeprüfung notwendig. Hierbei ist die Qualifikation gemäß Gefahrstoffverordnung notwendig, welche durch anerkannte Sachkundelehrgänge erlangt werden kann, z. B. den „Sachkundenachweis Holzschutz am Bau“. So gilt die Ausbildung des Schädlingsbekämpfers oder eine als vergleichbar anerkannte Qualifikation als einschlägig. Dieser Sachkundenachweis bestätigt die in DIN 68 800, Teil 4 geforderte Qualifikation und besagt, dass der Inhaber über die Kenntnisse und Fertigkeiten entsprechend dem Stand von Wissenschaft und Technik für die Vorbereitung, Anleitung, Durchführung und Prüfung von gesundheitlich unbedenklichen und umweltverträglichen Holzschutzmaßnahmen zur Bekämpfung holzzerstörender Pilze und Insekten sowie sonstiger Einflüsse verfügt.